# 2034
Rok 2034 / MMXXXIV
stulecia: XX wiek ~
XXI wiek ~
XXII wiek

dziesięciolecia:
2000–2009 •
2010–2019 •
2020–2029 •
2030–2039

lata: 2024 «
2029 «
2030 «
2031 «
2032 «
2033 «
2034
 
 
 
» 2038
 
 

## Wydarzenia sportowe
- Mistrzostwa Świata w Piłce Nożnej 2034 w Arabii Saudyjskiej

## Święta ruchome
Na podstawie:
- Tłusty czwartek: 16 lutego
- Ostatki: 21 lutego
- Popielec: 22 lutego
- Niedziela Palmowa: 2 kwietnia
- Wielki Czwartek: 6 kwietnia
- Wielki Piątek: 7 kwietnia
- Wielka Sobota: 8 kwietnia
- Wielkanoc: 9 kwietnia
- Poniedziałek Wielkanocny: 10 kwietnia
- Wniebowstąpienie Pańskie: 21 maja
- Zesłanie Ducha Świętego: 28 maja
- Boże Ciało: 8 czerwca